# The Derelict (film 1915)
The Derelict è un cortometraggio muto del 1915 diretto da Henry Otto.

## Produzione
Il film fu prodotto dall'American Film Manufacturing Company.

## Distribuzione
Distribuito dalla Mutual Film, il film - un cortometraggio di una bobina - uscì nelle sale cinematografiche USA il 3 marzo 1915.